# Gift-Hahnenfuß
Der Gift-Hahnenfuß (Ranunculus sceleratus) ist eine Pflanzenart aus der Gattung Hahnenfuß (Ranunculus) innerhalb der Familie der Hahnenfußgewächse (Ranunculaceae). Sie ist auf der Nordhalbkugel weit verbreitet. Der deutschsprachige Trivialname Gift-Hahnenfuß bezieht sich auf die Giftigkeit, die auf den hohen Gehalt von ungefähr 2,5 % Protoanemonin zurückzuführen ist; ein ähnlich hoher Wert findet sich auch bei einigen anderen Hahnenfuß-Arten, bei den meisten ist er deutlich geringer.

## Beschreibung

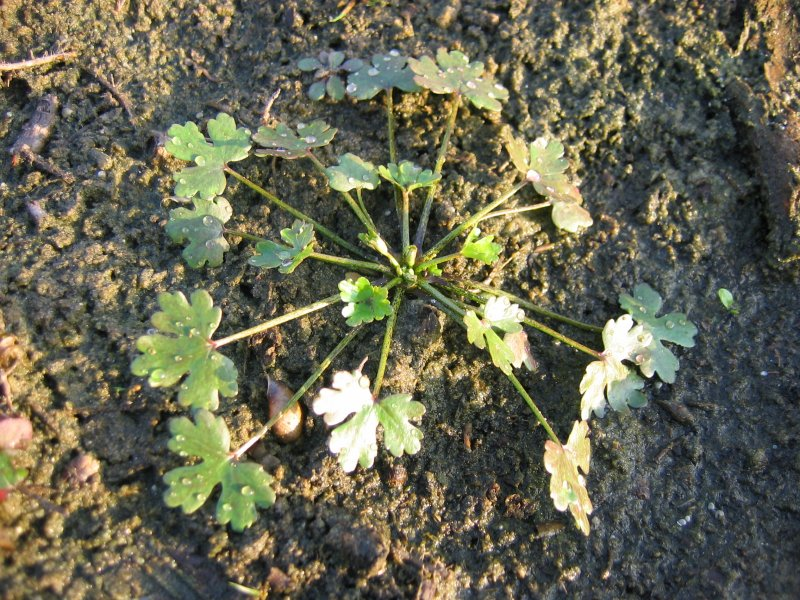
Die Blattrosette aus grundständigen Laubblättern eines jungen Gift-Hahnenfußes

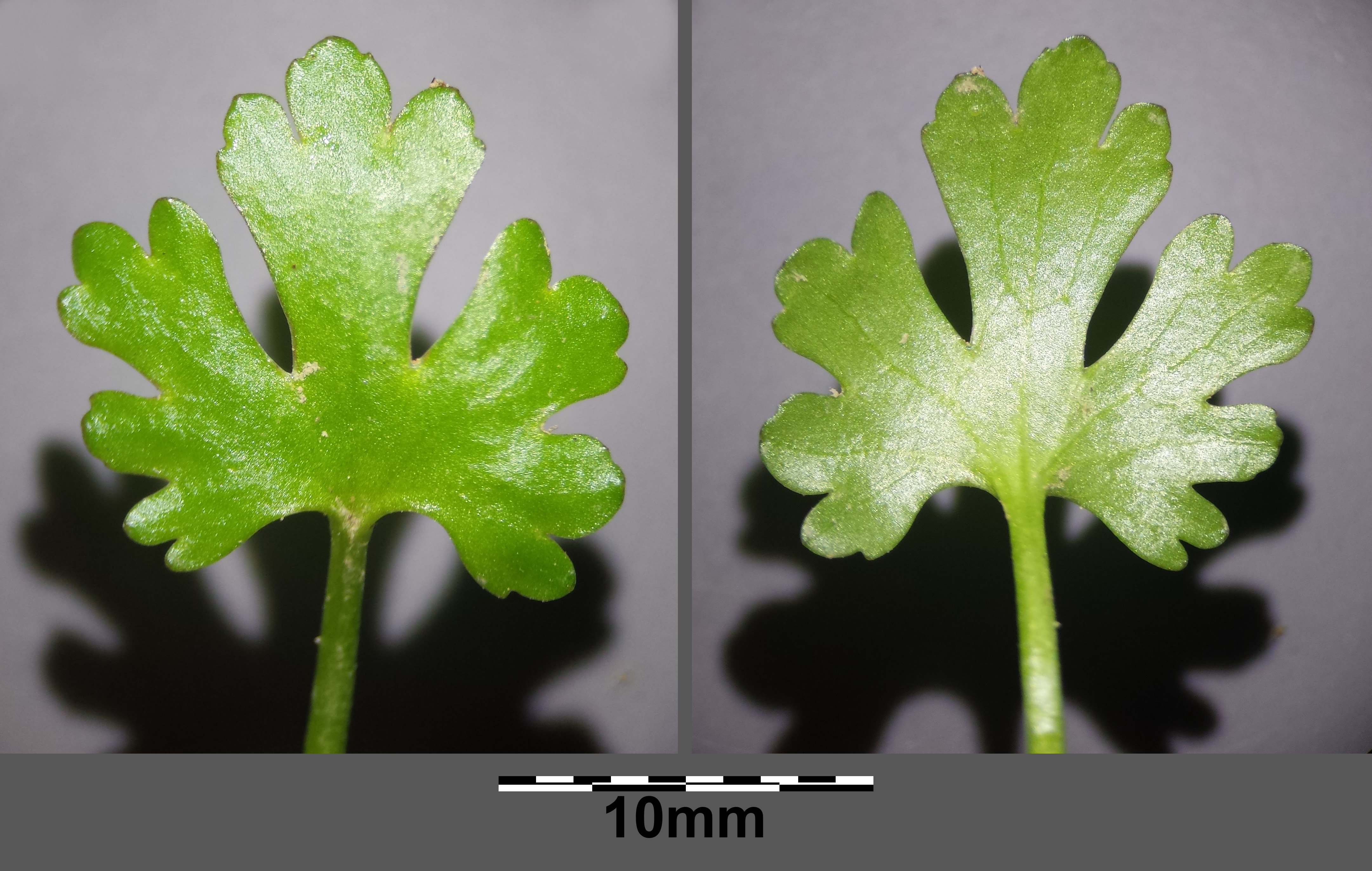
Grundblatt (Ober- und Unterseite)

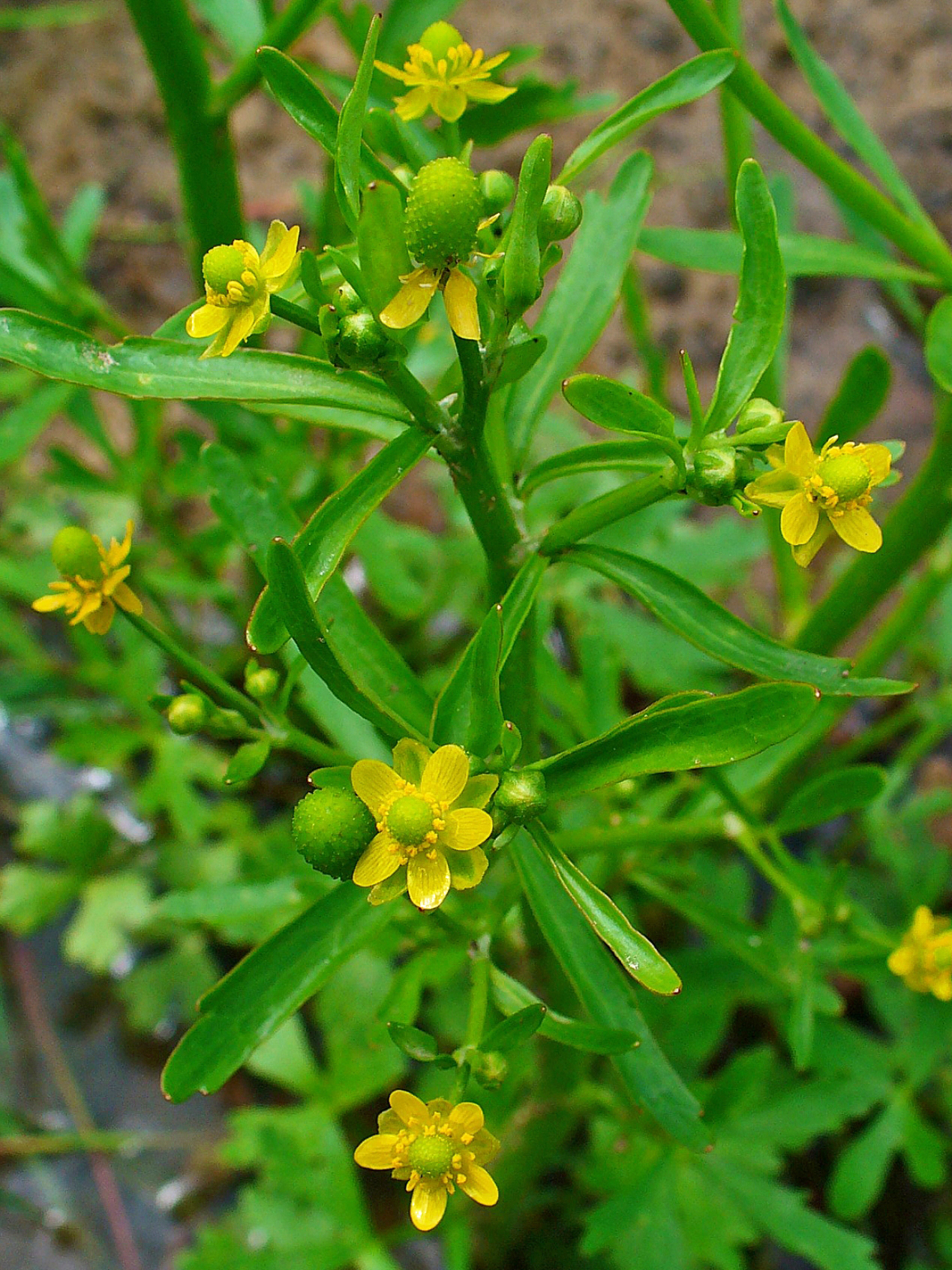
Blütenstand

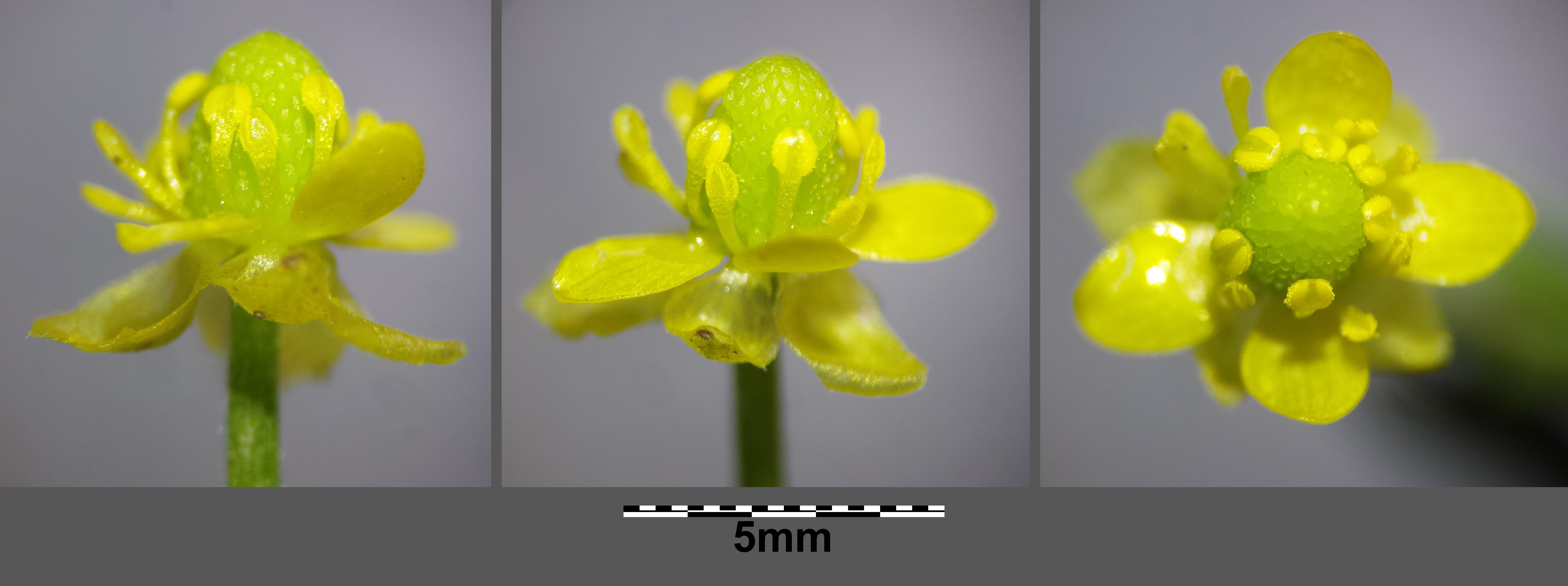
Blüte

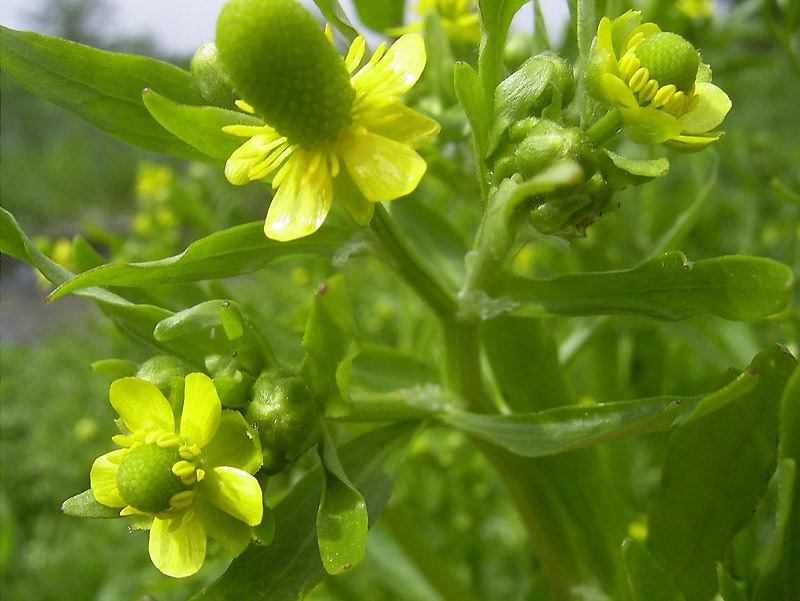
Ausschnitt eines Blütenstandes mit den Blüten mit ihrem walzenförmigen Blütenboden, an dessen Basis die Kronblätter und Staubblätter zu erkennen sind

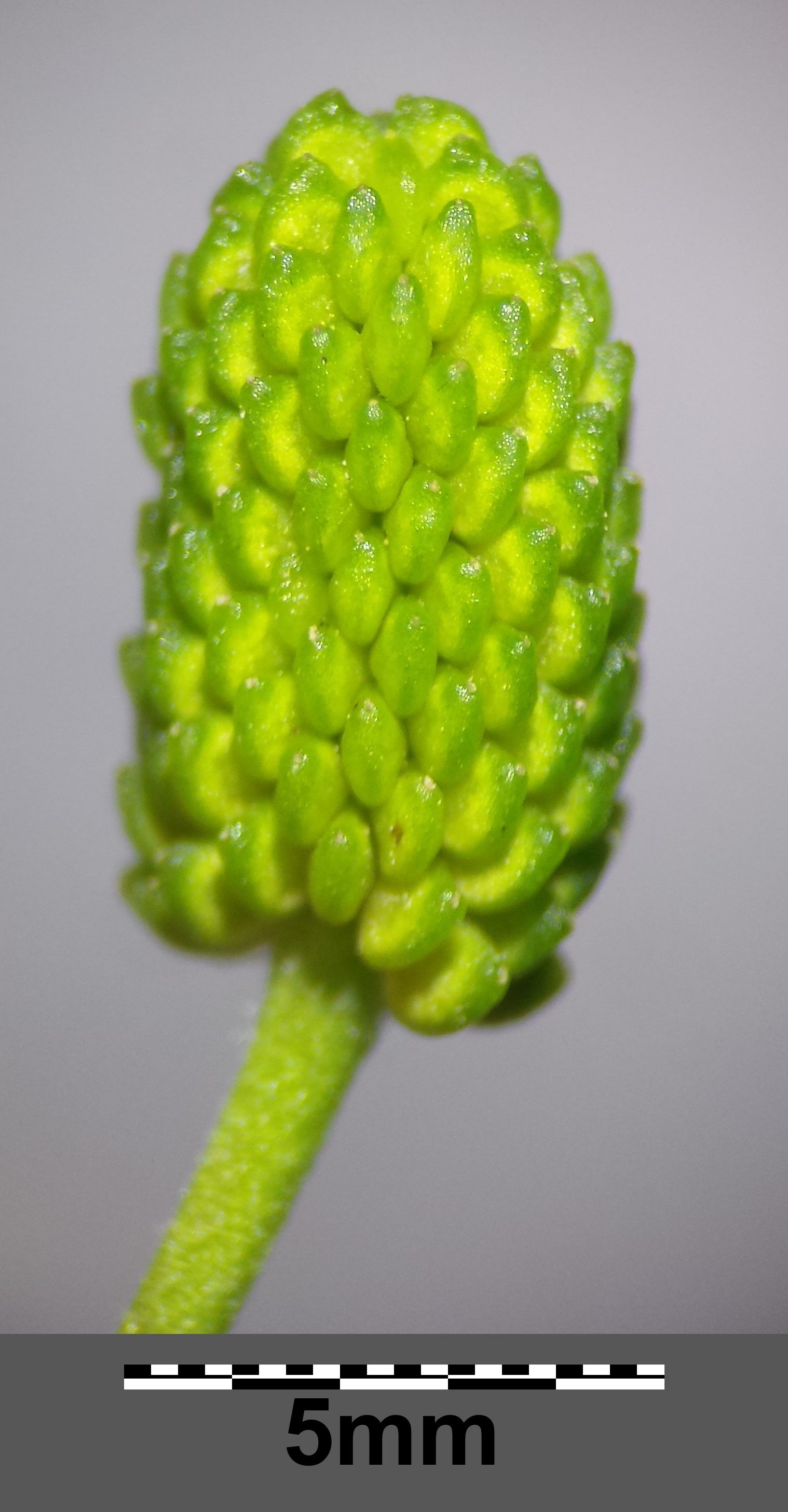
Sammelnussfrucht mit Nüsschen

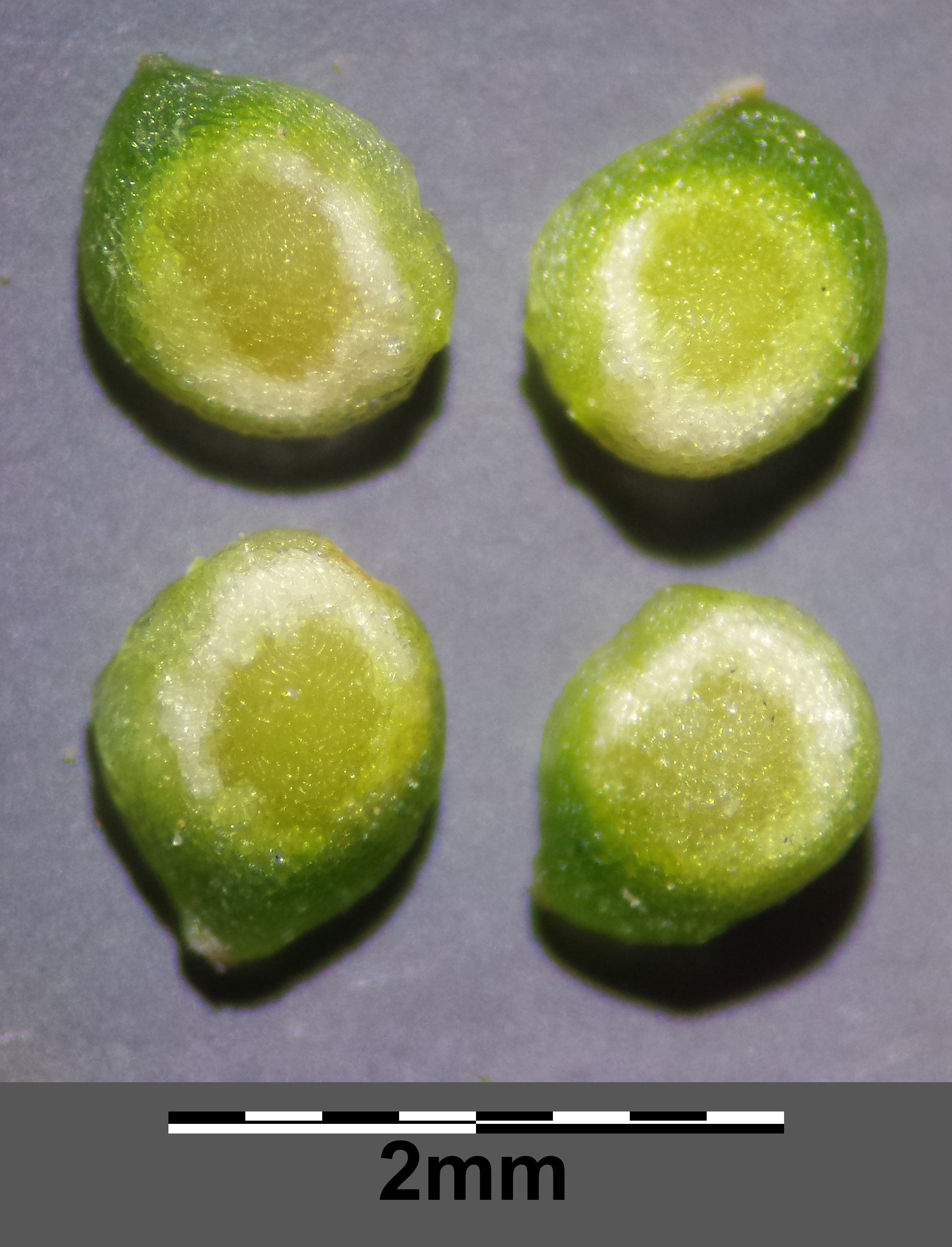
Nüsschen

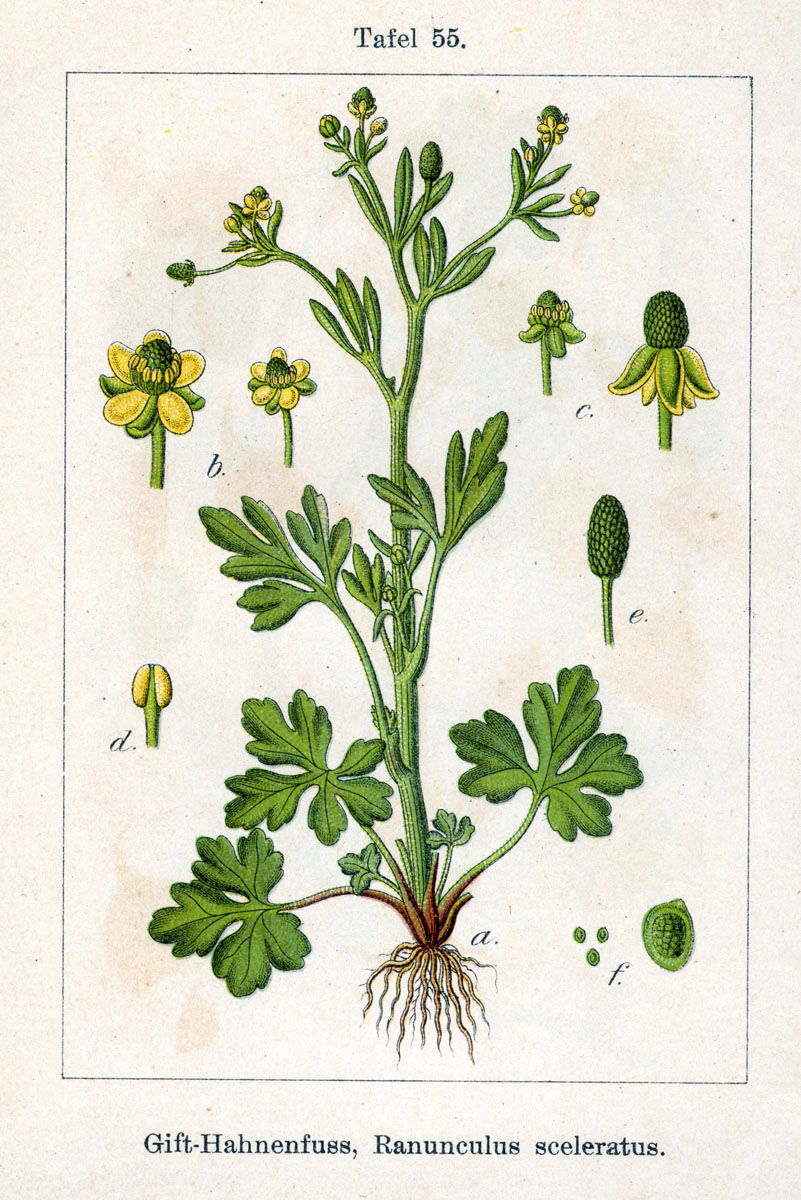
Illustration

### Erscheinungsbild
Der Gift-Hahnenfuß wächst als meist einjährige bis selten zweijährige bis ausdauernde, krautige Pflanze, die Wuchshöhen von meist 15 bis 50 (10 bis 80) Zentimetern erreicht. Die faserigen Wurzeln sind fast gleich dick. Der hohle, gefurchte, aufrechte, im oberen Bereich verzweigte Stängel ist kahl bis spärlich flaumig behaart (Indument) und wurzelt nicht an den unteren Knoten (Nodi).

### Laubblatt
Die Laubblätter sind grundständig und wechselständig am Stängel verteilt angeordnet. Die drei bis dreizehn Grundblätter und die unteren Stängelblätter sind in Blattstiel sowie Blattspreite gegliedert. Ihr fast kahler bis spärlich flaumig behaarter Blattstiel ist 1,2 bis 15 Zentimeter lang. Ihre mit einer Länge von 1 bis 5 Zentimetern und einer Breite von 1,5 bis 6,8 Zentimetern im Umriss fünfeckige, nierenförmige, breit-eiförmige bis fast kreisförmige Blattspreite hat eine breit herzförmige Spreitenbasis und ist tief dreiteilig; wobei das zentrale Blattsegment keilförmig oder rhombisch und dreilappig ist. Diese Blattlappen sind glatt oder ein- bis zweizähnig, die zwei seitlichen Blattsegmente sind schräg breit verkehrt-eiförmig oder schräg keilförmig und ungleich zweilappig oder bis zur Mitte zweispaltig. Manchmal sind sie ungeteilt, dann sind sie gekerbt bis gekerbt-gelappt und das Ende ist gerundet oder manchmal stumpf. Die Spreitenflächen sind kahl oder die Blattunterseite ist flaumig behaart. Die oberen Stängelblätter sind kurz gestielt und besitzen eine Blattspreite mit keilförmiger Basis und drei verkehrt-lanzettlichen Blattsegmenten.

### Blütenstand und Blüte
Die Blütezeit liegt je nach Standort zwischen Januar und November. In zusammengesetzten, schirmtraubigen Blütenständen stehen viele Blüten und laubblattähnliche Tragblätter zusammen. Die oft gefurchten Blütenstiele sind 0,5 bis 1,5 Zentimeter lang und kahl oder spärlich flaumig behaart.
Die zwittrigen Blüten sind bei einem Durchmesser von 4 bis 10 Millimetern radiärsymmetrisch und meist fünfzählig mit doppelter Blütenhülle. Der walzenförmige Blütenboden (Rezeptakulum) ist kahl oder flaumig behaart und verlängert sich bis zur Fruchtreife. Die drei bis vier, meist fünf schon nahe der Basis zurück gebogenen Kelchblätter sind mit einer Länge von 2 bis 5 Millimetern und einer Breite von 1 bis 3 Millimetern eiförmig-elliptisch und außen angedrückt flaumig behaart oder kahl und fallen früh ab. Die drei bis meist fünf freien, gelben Kronblätter sind mit einer Länge von meist 2,2 bis 4,5 Millimetern und einer Breite von meist 1,4 bis 2,4 Millimetern verkehrt-eiförmig. Auf den Kronblättern befinden sich Nektarien, um die, aber nicht auf ihnen, sich schwach entwickelte Schuppen befinden. Es sind 10 bis 19 Staubblätter mit ellipsoiden Staubbeuteln vorhanden. Es sind 70 bis 100 Fruchtblätter vorhanden, auf denen direkt, da ein Griffel fehlt, die noch auf der reifen Frucht erkennbare, etwa 0,1 Millimeter große Narbe sitzt.

### Frucht
In mit einer Länge von 3 bis 13 Millimetern und einer Breite von 1,5 bis 7 Millimetern ellipsoiden bis zylindrischen Sammelnussfrüchten stehen viele Einzelfrüchte zusammen. Die kahlen Einzelfrüchte (Achänen) sind mit einer Länge von 1 bis 1,2 Millimetern und einem Durchmesser von 0,8 bis 1 Millimetern schräg verkehrt-eiförmig, leicht seitlich abgeflacht, manchmal transversal zwei- bis dreifaltig und etwas angeschwollen an den Suturen; ihre Wand ist dick. Es ist ein meist gerader, etwa 0,1 Millimeter langer Fruchtschnabel (= die haltbare Narbe) vorhanden.

### Chromosomensatz
Die beiden Unterarten von Ranunculus sceleratus sind diploid, tetraploid oder octoploid, ihre Chromosomenzahl beträgt 2n = 16, 32 oder 64.

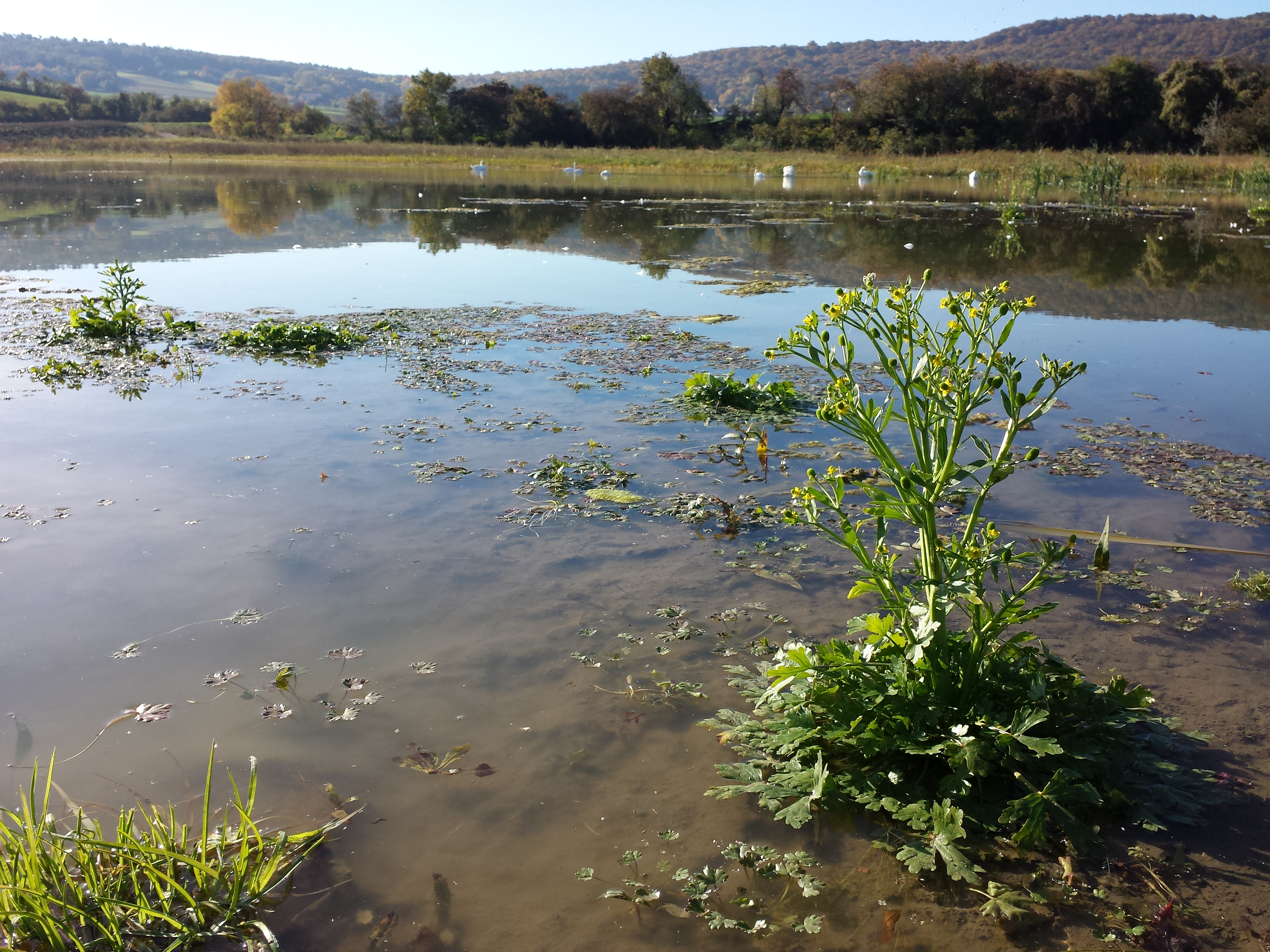
Habitus blühender Pflanzen am Standort

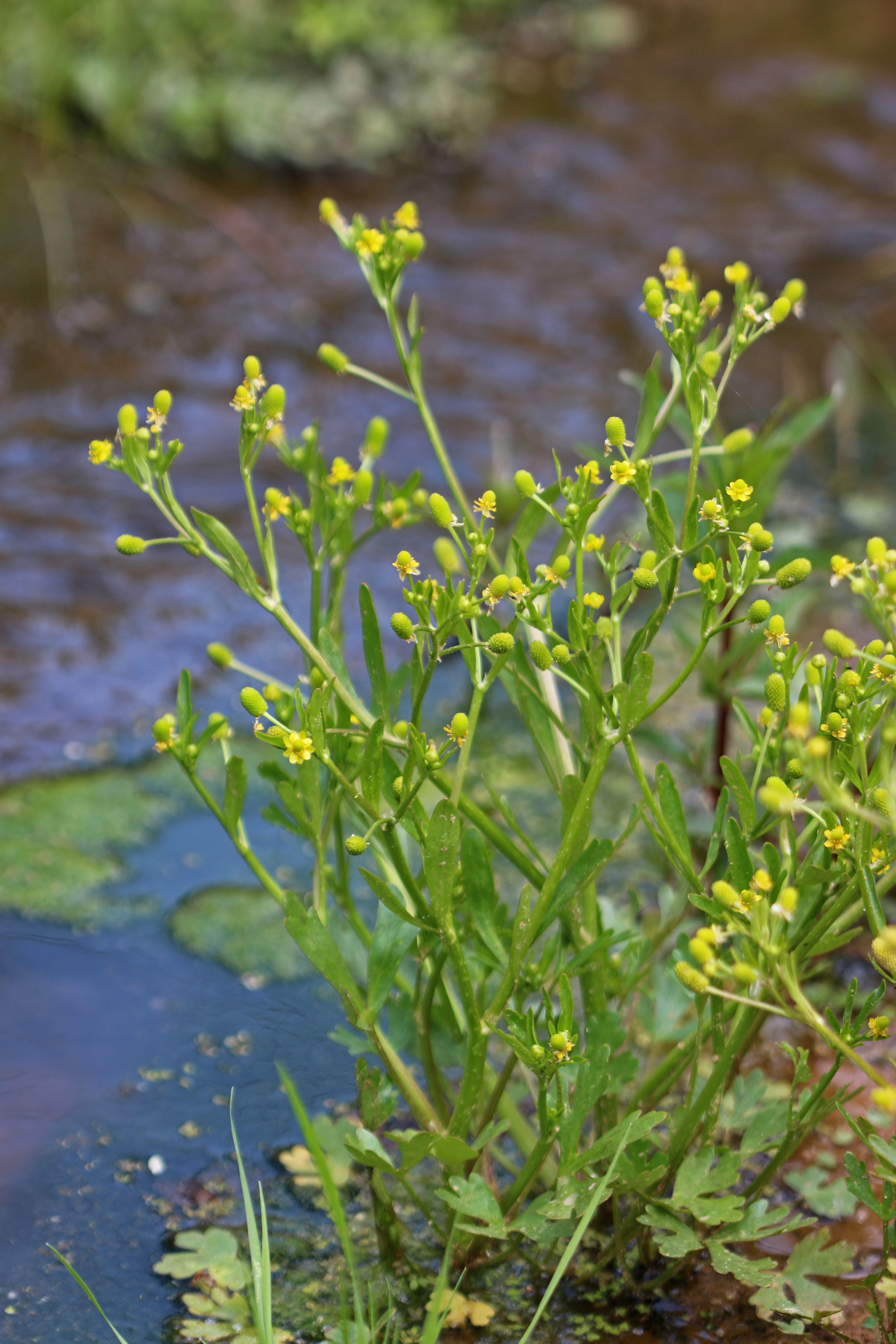
Ranunculus sceleratus var. multifidus

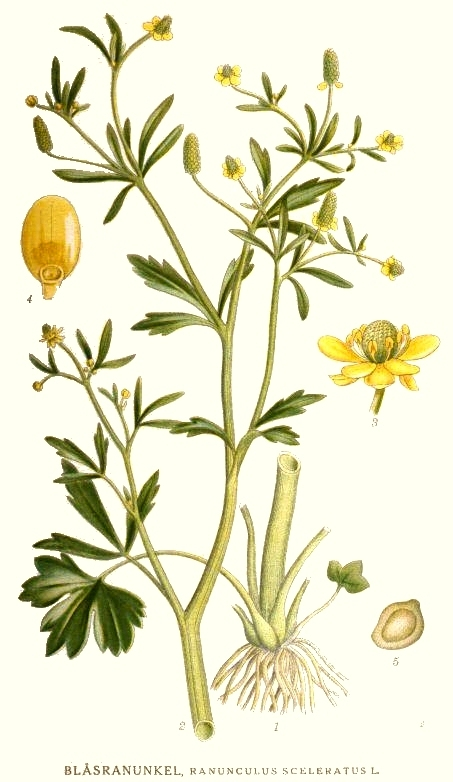
Illustration

## Ökologie
Der Gift-Hahnenfuß ist eine Sumpfpflanze, die sich auf trocken fallenden Schlammböden als Pionierpflanze ansiedelt. Sie lebt dort amphibisch; im Wasser mit typischen Schwimmblättern.
Die Blüten besitzen unbedeckte Nektarien. Als Bestäuber fungieren vor allem zweiflüglige Insekten wie Fliegen. Seltener wurde auch Selbstbestäubung (Autogamie) beobachtet.
Die etwas klebrigen Früchte werden häufig durch das Wasser ausgebreitet und bleiben nur selten an Tieren haften und werden auf diese Art ausgebreitet. Der Gift-Hahnenfuß besitzt zudem langlebige Samen, die im Frühjahr (bei kürzer werdenden Nächten) keimen.

## Giftigkeit
Der Gift-Hahnenfuß hat einen scharfen Geschmack und ist in allen Pflanzenteilen giftig.
Hauptwirkstoffe sind: Ranunculin, Anemonin und Protoanemonin.
Vergiftungserscheinungen sind: Schwere Allgemeinempfindungen wie Betäubung, Schwindel, Schwere im Kopf, Ohnmachten, schneller und schwacher Puls, heftige Magenschmerzen; schließlich kann auch der Tod eintreten.
Das Heu ist bei Tieren ungefährlich, zu tödlichen Vergiftungen kann es nur bei massenhaftem Auftreten von Weidelgras kommen. Dabei kann es auch zu einer Gastroenteritis, einer hämorrhagischen Nephritis und zu zentralnervösen Erregungen und Krämpfen kommen. Nur eine ungewöhnlich große Aufnahme führt zum Tod durch Herz- und Atemlähmung.
Beim Menschen kann es – wie beim Brennenden Hahnenfuß und anderen Hahnenfuß-Arten – durch Übergang des in der Pflanze enthaltenen Ranunculin in das stark ätzend wirkende Anemonin zu Hautreizungen kommen, die sich in Jucken, Röte, Schwellung und Blasenbildung zeigen. Es können aber auch schmerzhafte Furunkel und mehr oder weniger tiefgehende Gewebezerstörungen entstehen. Ganze Glieder können danach aussehen wie bei einer Verbrennung 2. Grades.
Die dänische Bezeichnung „Bettler-Hahnenfuß“ kommt daher, dass sich Bettler an sichtbaren Körperstellen mit dem Pflanzensaft einrieben, um dadurch Mitleid erregende Wunden mit Ausschlag hervorzurufen.
Mit lateinisch Apium silvestre (auch Apium risus und „Wilder Eppich“ genannt) in mittelalterlichen Texten kann neben anderen Hahnenfußarten auch der Gift-Hahnenfuß gemeint gewesen sein.

## Vorkommen
Der Gift-Hahnenfuß ist auf der Nordhalbkugel weitverbreitet und kommt in Eurasien und Nordamerika vor.
Er gedeiht an Gewässern und in feuchten Wiesen und ist vor allem aus sehr nährstoffreichen humosen Schlammböden auf zeitweise über die Ufer tretenden Gewässern zu finden. Ranunculus sceleratus ist in Mitteleuropa eine Charakterart des Ranunculetum scelerati aus dem Verband Bidention.
Die ökologischen Zeigerwerte nach Landolt et al. 2010 sind in der Schweiz: Feuchtezahl F = 4+w+ (nass aber stark wechselnd), Lichtzahl L = 4 (hell), Reaktionszahl R = 4 (neutral bis basisch), Temperaturzahl T = 4 (kollin), Nährstoffzahl N = 5 (sehr nährstoffreich bis überdüngt), Kontinentalitätszahl K = 4 (subkontinental), Salztoleranz 1 = tolerant.

## Systematik
Die Erstveröffentlichung von Ranunculus sceleratus erfolgte durch 1753 Carl von Linné in Species Plantarum, Tomus I, S. 551.
Je nach Autor gibt es von Ranunculus sceleratus wenige Subtaxa:
- Ranunculus sceleratus var. multifidus Nutt. (Syn.: Ranunculus sceleratus subsp. multifidus (Nutt.) Hultén): Sie ist in Nordamerika von den subarktischen Gebieten über weite Gebiete Kanadas bis zu den südlichen USA weitverbreitet.[2] Es gibt Fundortangaben für die kanadischen Northwest Territories, Yukon, Saskatchewan, Alberta, Manitoba, British Columbia, Québec sowie Ontario und in den US-Bundesstaaten Alaska, Oregon, Washington, Montana, Nevada, Utah, Iowa, Minnesota, Nebraska, North Dakota, South Dakota, Colorado, Idaho, Wyoming, Arizona, New Mexico sowie Kalifornien.[2][7][6]
- Ranunculus sceleratus subsp. reptabundus (Rupr.) Hultén (Syn: Ranunculus reptabundus Rupr.): Sie kommt in Europa nur von Finnland bis ins nördliche Russland vor.[5]
- Ranunculus sceleratus L. subsp. sceleratus: Sie ist in West-, Mittel-, Ost- sowie Südosteuropa, Asien und in Nordamerika weitverbreitet.[2][3][5]